# نیتراکائین
نیتراکائین (انگلیسی: Nitracaine) یک محرک با خواص بی‌حسی موضعی است که به‌عنوان داروی طراح به‌صورت آنلاین به فروش می‌رسد.
این دارو ارتباط نزدیکی با دی‌متوکائین دارد.

## وضعیت حقوقی
آژانس بهداشت عمومی سوئد در ۲۵ سپتامبر ۲۰۱۹ پیشنهاد کرد که نیتراکائین به عنوان یک ماده خطرناک طبقه‌بندی شود.